# ريتشارد فاربر
ريتشارد فاربر (بالإنجليزية: Richard Farber)‏ هو ملحن أمريكي، ولد في 4 ديسمبر 1945 في واشنطن العاصمة في الولايات المتحدة.

## وصلات خارجية
- ريتشارد فاربر على موقع IMDb (الإنجليزية)